# Robert Harris
Robert Harris, angleški novinar in pisatelj, * 1957, Nottingham.

## Dela

### Fikcija
- Veliki rajh 1964 (izvirni naslov Fatherland; 1992; ISBN 0061006629)
- Enigma (izvirni naslov Enigma; 1995; ISBN 0099992000)
- Arhangelsk (izvirni naslov Archangel; 1999; ISBN 0515127485)
- Pompeji (izvirni naslov Pompeii; 2003; ISBN 0091779251)
- Imperium (2006; še ni izšlo)

### Zgodovinopisje
- Good and Faithful Servant
- Selling Hitler
- The Making of Neil Kinnock
- Gotcha! The Government, the Media and the Falklands Crisis
- A Higher Form of Killing (skupaj z Jeremyjem Paxmanom)